# 永瀬隆
永瀬 隆（ながせ たかし、1918年2月20日 - 2011年6月21日）は、日本の英語教師、社会活動家、元陸軍通訳。

## 経歴
岡山県都窪郡福田村（現：岡山県岡山市南区福田地域）生まれ。
1941年青山学院文学部英語科を卒業。同年12月、英語通訳として陸軍省に入省する。1943年、婚約者を置いてタイに赴き泰緬鉄道の建設にあたり、『建設作戦要員』として通訳に従事する。６万２千人ちかくのうち約1万３千人が死んだといわれる連合軍捕虜(en:Far East prisoners of war)虐待（泰緬鉄道建設捕虜虐待事件）の現場に出くわし、戦後において、この一件についての証言活動に至る。1945年9月、イギリス軍の墓地捜索隊の通訳となる。
1946年7月、日本に帰国。帰国時にタイの人々から、物資不足にもかかわらず日本兵に対して飯盒一杯分の米と中皿一皿分のザラメが支給された。のちの永瀬のタイにおける社会活動は、この恩に報いるためでもあったとされる。復員が遅れたため、婚約者は別の男性と結婚してしまい、結果として別れる事となった。
その後は千葉県で公立高校の教員（地方公務員）となり、千葉県立佐原女子高等学校などに勤務。1953年に同校を退職し、帰郷。1955年から岡山県倉敷市で英語塾『青山英語学院』を経営する。1962年に藤原佳子と結婚する。
1964年より毎年タイを訪問し、泰緬鉄道建設に駆り出されて病死などで死亡した連合国兵士およびアジア人兵士労働者への慰霊活動を始める。1986年には、タイにて『クワイ河平和寺院』を建立する。同年、タイの青少年に奨学金を授与する目的で、『クワイ河平和基金』を設立し、代表となる。同年に、岩波ブックレット「『戦場にかける橋』のウソと真実」を、著書として出す。1995年から横浜市でイギリス連邦軍戦死者の追悼礼拝を開催。1997年からカーンチャナブリー県周辺域の無医村に対する巡回診療活動の支援を始める。
1992年にカーンチャナブリー県の名誉県民に推戴され、同年に岡山県三木記念賞を受賞。2002年、イギリス政府より特別感謝状を受けた。2005年、読売国際協力賞を受賞。2006年、これまでの功績によりJEATH戦争博物館の敷地内に永瀬の銅像が建てられた。2008年に山陽新聞社賞を受賞。
日本人女性ホームズ恵子（en:Keiko Holmes）、高尾慶子を仲介に元イギリス兵捕虜（エリック・ローマクスほか）との和解活動を行なう。
2009年9月16日、妻である佳子と死別。2005年前後より症状が常態化していたC型肝炎に伴う肝硬変および種々の合併症による。
2011年6月21日、胆のう炎のため岡山県倉敷市の病院で死去。93歳没。死後、遺体は荼毘に付され遺骨となった後、当人の遺言により、永瀬が支援を続けてきた留学生ら、ならびに彼の晩年の生涯を20年に渡り追い続けてきた地元放送局である瀬戸内海放送の『テレメンタリー』地方担当製作スタッフ（当時。のちの映画『クワイ河に虹をかけた男』製作スタッフ）らの手によって、クウェー川鉄橋付近に散骨された。
2013年にエリック・ローマクスの自伝を基にオーストラリア・イギリスで制作された映画『レイルウェイ 運命の旅路』では、真田広之（青年期は石田淡朗）が永瀬役を演じた。
2016年、瀬戸内海放送に遺された『テレメンタリー』の取材記録および映像素材の再構成によるドキュメンタリー映画『クワイ河に虹をかけた男』が公開された。監督は同番組プロデューサーとして永瀬の後半生に付き添い続けた満田康弘。

## 著作

### 単著
- 『虎と十字架』1987年8月 青山英語学院 ISBN 4943947409
- 岩波ブックレット『「戦場にかける橋」のウソと真実』 1986年 岩波書店 ISBN 978-4000030090
- 『ドキュメントクワイ河捕虜墓地捜索行』　1988年　社会思想社（現代教養文庫1266）ISBN 978-4390112666
- 『陸軍通訳の責任』E・ロマックス（エリック・ローマクス）と共著　1997年　私家版
- 『俳句戦記　我が青春の墓標』　2004年　私家版

### 訳書
- 『泰緬鉄道の奴隷たち』レオ・ローリングス著　1980年　青山英語学院
- 『イラストクワイ河捕虜収容所 : 地獄を見たイギリス兵の記録』レオ・ローリングズ 著 1984年　社会思想社（現代教養文庫1109）

### 編著
- 『カウラ日本兵捕虜収容所』　1990年　青木書店　永瀬隆・吉田晶編　ISBN 4-250-89041-4

## 関連図書
- 『クワイ河に虹をかけた男 元陸軍通訳 永瀬隆の戦後』　満田康弘著　2011年　梨の木舎　ISBN 978-4-8166-1102-5